# Râul Păstrăvul, Homorod
Râul Păstrăvul este un afluent al râului Homorodul Mic. 

## Hărți
- Harta județului Harghita